# Cog (software)
Cog é um reprodutor de áudio de código aberto para macOS. O layout básico consiste em uma interface de lista de reprodução em um painel único com duas seções retráteis, uma para navegar por entre as pastas de músicas dos usuários e outra para visualizar as propriedades do arquivo de áudio, como bitrate. Além de suportar a maioria dos formatos de áudio compatíveis com a API Core Audio do macOS, o Cog suporta uma ampla variedade de outros formatos de áudio, juntamente com seus metadados, que não são suportados no macOS.
Em abril de 2006, o Cog se juntou ao software de áudio Tag e Max em um esforço dos respectivos autores para consolidar softwares de áudio de código aberto na internet. Após isso, o site do Cog foi redesenhado para o formato do site do Tag e Max e os fóruns também foram movidos para os fóruns do Tag e Max. Em Julho de 2007, o Cog mudou-se para seu próprio fórum pouco antes do lançamento da versão 0.06.

## Recursos

### Geral
- Suporte ao Last.fm
- Suporte ao Growl
- Teclas de atalho globais
- Seção retrátil de arquivo
- Seção retrátil de informações
- Smart shuffle
- Busca
- Formulário de feedback
- Atualizações automáticas (escolha de Stable, Nightly ou Unstable)

### Formatos de áudio
- AIFF
- Apple Lossless
- Free Lossless Audio Codec (FLAC)
- Monkey's Audio
- MP3
- Musepack
- Ogg Vorbis
- Shorten
- WavPack
- WAV
- Formatos de música de video games (NSF, GBS, GINÁSIO, SPC, VGM, HES, etc.)
- Formatos de trackers (IT, S3M, XM, MOD, etc.)
- Cue sheet

### Formatos de listas de reprodução
- M3U
- PLS

### Formatos de metadados
- Vorbis comments
- ID3 v1.0, 1.1, 2.3+
- FLAC tags
- APEv1 e APEv2 tags

### Idiomas/localizações
- Inglês
- Francês
- Alemão
- Grego
- Hebraico
- Sueco
- Catalão
- Holandês
- Russo
- Espanhol
- Chinês

## Problemas conhecidos para o Mac OS X v10.5 Leopard
- Problemas na lista de reprodução, incluindo o "lista de reprodução invisível"
- Esmaecimento da música em momentos aleatórios